# 長福寺 (さぬき市)
長福寺（ちょうふくじ）は香川県さぬき市鴨部（かべ）にある真言宗善通寺派の寺院。山号は千手山。院号は総持王院。本尊は千手観音菩薩。さぬき三十三観音霊場第四番札所。

## 概要
伝承によれば、821年（弘仁12年）に空海が満濃池の築池別当として派遣された折、嵯峨天皇より、かつて寒川郡石田郷（現在のさぬき市寒川町石田東）に在しながら廃寺となった極楽寺の再興の勅命を受け、これを同郡の鴨部郷に移し真言宗勧進道場の談儀所として再興した。
長福寺は824年（天長元年）に空海により復興された極楽寺の塔頭「東院・長福寺」として開基されたものである。1336年（延元元年）に本寺である極楽寺が焼失。極楽寺そのものはこのことにより長尾郷（現在のさぬき市長尾東）の末寺敷地に移ったが、長福寺は無事であったことから現地に留まった。
1771年（明和8年）に大覚寺の直末寺院となったことで極楽寺の塔頭より独立。1854年（嘉永7年）に院家格となり総持王院の院号を称することを許される。昭和前期の大真言宗の成立と戦後における同宗門の分派独立に伴い、同じ香川県内に総本山を持つ真言宗善通寺派に移籍して現在に至っている。

## 境内
- 鐘楼門：江戸時代初期建立。
- 本堂：千手観音、脇士は不動明王と毘沙門天。明治37年3月30日上棟。
- 薬師堂：昭和53年4月23日落慶。文化財収蔵庫。
- 護摩堂

## 文化財
重要文化財
- 木造薬師如来坐像 - 像高144.5cm、檜材一木造。平安時代後期の作とみられる。明治初期まで近隣に在した西光寺（石清水八幡宮分社別当寺）の本尊であったものが廃仏毀釈によって廃寺となった折に長福寺へと退避保護されたもの[2][3][4]。1901年（明治34年）3月27日指定

さぬき市指定有形文化財
- 絹本著色僧形八幡庭燎之図 - 画幅1.33m×0.56m。土佐派の画僧である鶴州の筆による。高松石清尾八幡宮御神影の写しにあたり、時の高松藩主松平頼重の命により描かれたもの。のち頼重の家臣である大久保家に下賜され、同家によって明治期に長福寺へと寄進されたものである[2]。昭和59年9月27日指定。
- 長福寺出土の備蓄銭 - 明治37年の本堂改修の折に出土した。高さ41.6cmの古備前の壺に入っていた古一文銭300枚の束およびその由来を記した木簡[2]。平成8年12月9日指定。

## 前後の札所
さぬき三十三観音霊場
3 圓通寺 -- (6.0km)-- 4 長福寺 -- (10.7km)-- 5 釈王寺

## 交通アクセス
国道11号羽立峠西麓側。同国道上の南側路肩に「讃岐観音霊場」の看板あり。
- （高松市・志度方面より）国道11号馬次西交差点から東へ550m。
- （東かがわ市・津田方面より）国道11号南羽立交差点から西へ2.5km。
- 高松自動車道 津田寒川ICから車で約10分
  - 津田寒川IC出口で香川県道37号三木津田線を津田方向へ左折。同線終点寺町（津田川）交差点で国道11号を左折して南羽立交差点から羽立峠を越える。約4.5km。
- JR高徳線 讃岐津田駅から徒歩約45分
  - 駅出口から香川県道134号讃岐津田停車場線を直進、新町交差点で国道11号を左折（高松・志度方面へ西行）して羽立峠を越える。約3.5km。